# Jean Étienne Philibert de Prez de Crassier
Jean Étienne Philibert de Prez de Crassier, né à Divonne-les-Bains le 18 janvier 1733 et mort à Ornex le 6 juillet 1803, dénommé sous la Révolution Étienne Deprez-Crassier, est un militaire français devenu député de la noblesse de l'Assemblée constituante de 1789 puis général de l'Armée révolutionnaire française.

## Biographie
Jean Étienne Philibert de Prez de Crassier est le fils de Jean Baptiste de Prez, chevalier et seigneur de Crassier, et de Marie Anne de Foras. Il naît le 18 janvier 1733 au château de Crassier, localité dépendant de la paroisse de Divonne. Il semble appartenir à l'une des branches de la famille noble suisse de Prez. Il n'a que 12 ans lorsque son père décède en 1745, laissant sa veuve et ses six enfants criblés de dettes. Celle-ci n'a d'autre solution que d'envoyer ses enfants s'enrôler dans l'armée. Étienne devient donc cadet dans le régiment suisse de Vigier.
En 1760 il fait la connaissance de Voltaire qui venait de s'installer en voisin comme seigneur de Ferney. Alors que les jésuites tentent de s'approprier les biens fonciers de la famille de Prez, il obtient un prêt important de l'écrivain, bien content de jouer un tour au clergé, permettant ainsi à la famille de récupérer ses biens en 1765.
En 1763 il épouse à Gex Jacqueline-Thérèse Sédillot, fille d'Étienne Sédillot, seigneur de Saint-Genis.
Lorsque Louis XVI convoque les États généraux à Versailles, Jean Étienne Philibert de Prez de Crassier est élu député de la noblesse du bailliage de Gex le 5 avril 1789. Il fait partie des 47 députés de la noblesse ralliés au tiers état pour constituer la première Assemblée nationale, où il siège jusqu'au 30 septembre 1791.
Il est arrêté le 4 octobre 1793 et emprisonné à la Citadelle de Bayonne ; de nombreux généraux issus de la noblesse ont été suspendus par les représentants du peuple et internés en cette époque de Terreur révolutionnaire, puis réintégrés entre 1795 et 1796. Un des motifs invoqués pour maintenir Deprez-Crassier incarcé sans jugement était qu'il n'avait pas restitué sa croix de Saint-Louis obtenue sous l'Ancien Régime, tandis qu'il expliquait qu'elle était restée chez lui dans le pays de Gex. Il est finalement libéré au bout de 16 mois de détention et réintégré dans l'armée.
Sa retraite est prononcée le 17 juin 1796. Il se retire alors dans son pays de Gex natal, et décède le 6 juillet 1803 dans sa demeure d'Ornex.

## Carrière militaire
Après avoir servi dans le régiment de Vigier en Italie, il est nommé enseigne en 1748 puis sous-lieutenant en 1754. Il devient ensuite capitaine au régiment Royal-Deux-Ponts en 1757, et participe jusqu'en 1763 aux campagnes l'Allemagne de la Guerre de Sept Ans, durant lesquelles il est blessé à deux reprises, le 5 novembre 1757 à la bataille de Rossbach (défaite française) et le 23 juillet 1758 à la bataille de Sondershausen (victoire française).
Son parcours de 1764 à 1784 est mal connu ; on sait uniquement qu'il est nommé lieutenant-colonel en 1773. 
En 1785, il sert d'abord comme colonel puis comme adjudant-général dans la légion française du comte de Maillebois intervenue en Hollande pour soutenir le parti démocratique contre la Prusse. Lorsque cette légion est licenciée en 1787, il prend sa retraite de militaire.
Après la survenue de la Révolution française puis du soulèvement des 5 et 6 octobre 1789, et devenu député de la noblesse, il décide de reprendre du service en octobre 1789. Elevé au grade de maréchal de camp le 1er mars 1791, il est nommé d'abord commissaire pour les départements de l'Ain, de la Haute-Saône et du Doubs. Commandant du camp de Fontoy, il est attaqué le 19 août 1792 par vingt-deux mille soldats de l'armée du général Frédéric Louis de Hohenlohe-Ingelfingen, prince de Hohenhole. Il est assisté le 20 août par les troupes du maréchal Luckner qui lui permettent de faire retraite. Il est ensuite promu lieutenant-général le 5 septembre 1792 et affecté à l'Armée du Centre créée le 14 décembre 1791. Le 20 septembre 1792, il participe à la bataille de Valmy lors de laquelle il commande l'avant-garde des troupes de l'armée du général Kellermann.
Le 26 décembre 1792 il est nommé commandant en chef par intérim de l'Armée du Rhin à Strasbourg en remplacement de Armand-Louis de Gontaut Biron. Il fait venir à ses côtés des officiers de confiance comme son frère Deprez-Bruel et son beau-frère Sédillot de Fontaine. Il est destitué une première fois de ses fonctions le 3 avril 1793 sur ordre du général Custine, avec lequel il était en désaccord, et il est rappelé le 6 juin sur instructions du ministre de la guerre. Le 28 août 1793 il est nommé commandant en chef de l'armée des Pyrénées occidentales à Saint-Jean-de-Luz. Il démissionne le 30 septembre. Enfin, après avoir été suspendu de ses fonctions le 4 octobre 1793 et incarcéré pendant 16 mois durant la Terreur, il est réintégré comme commandant de la 5e division militaire à Strasbourg, poste qu'il occupe jusqu'à sa mise à la retraite en 1796.

## Sources
- « Jean Étienne Philibert de Prez de Crassier », dans Adolphe Robert et Gaston Cougny, Dictionnaire des parlementaires français, Edgar Bourloton, 1889-1891 [détail de l’édition]